# Iridopsis subnigrata
Iridopsis subnigrata là một loài bướm đêm trong họ Geometridae.